# Ninox ios
Ninox ios е вид птица от семейство Совови (Strigidae). Видът е световно застрашен, със статут Уязвим.

## Разпространение
Видът е разпространен в Индонезия.